# José Luis Meza
José Luis Meza (født 24. september 1984 i Zamora-Chinchipe) er en ecuadoriansk amatørbokser, som konkurrerer i vægtklassen let-fluevægt. Meza har ingen større internationale resultater og fik sin olympiske debut da han repræsenterede Ecuador under Sommer-OL 2008. Her blev han slået ud i ottendedelsfinalen af Paddy Barnes fra Irland i samme vægtklasse.